# Hartsgarth Burn
Der Hartsgarth Burn ist ein Wasserlauf in den Scottish Borders, Schottland. Er entsteht südlich des Dinley Fell aus dem Zusammenfluss verschiedener unbenannter Zuflüsse sowie dem Routing Burn. Er fließt in südöstlicher Richtung bis zu seiner Mündung das Hermitage Water östlich des Weilers Hartsgarth.